# N211 (België)
De N211 is een gewestweg in de Belgische provincie Vlaams-Brabant. De weg verbindt de N21 (Haachtsesteenweg) bij Brucargo met de N47 tussen Asse en Dendermonde in Droeshout (gem. Opwijk). Deze weg werd in de jaren 1820 aangelegd als provinciale weg door de provincie Zuid-Brabant van het Verenigd Koninkrijk der Nederlanden.
Het traject liep dwars door de abdijgoederen van de Abdij van Grimbergen, die na de confiscatie en afbraak door de Fransen op het einde van de 18e eeuw en het begin van de 19e eeuw, in die periode werd heropgebouwd.

## Traject
De N211 loopt over het hele traject in een westnoordwestelijke richting.
Het oprittencomplex van de A1/E19 werd tussen 2008 en 2012 helemaal heringericht, samen met de uitbouw van Diabolo Noord, de spoorweguitbreiding van de luchthaven richting Mechelen. De weg heeft een totale lengte van ongeveer 24 kilometer.

## Plaatsen langs de N211
- Vilvoorde
- Grimbergen
- Wolvertem
- Merchtem

## N211a
De N211a is een verbindingsweg die parallel met de N211 loopt. De weg loopt vanaf de westelijke kanaaldijk via de Fabrieksweg en de Humbeeksesteenweg naar het kruispunt van de Humbeeksesteenweg en de Kareelstraat. De weg is minder dan één kilometer lang.

## N211b
De N211b is een verbindingsweg in Meise. De weg verbindt de N211 met de N277 via de Kapellelaan. Onderweg heeft de route nog aansluiting met de N276a. De N211b heeft een lengte van ongeveer 850 meter.